# Andries (Vorname)
Andries ist ein männlicher Vorname.

## Herkunft und Bedeutung
Andries ist eine niederländische Form des Vornamen Andreas. Die Kurzform von Andries ist Dries.

## Namensträger
- Andries Bicker (1586–1652), Bürgermeister und Regent von Amsterdam
- Andries Boelens (1455–1519), Bürgermeister von Amsterdam
- Andries Both (1612–1641), niederländischer Maler
- Andries Dirk Copier (1901–1991), niederländischer Designer von Zier- und Nutzgegenständen
- Andries Danielsz. (* um 1588 – nach 1640), flämischer Blumenmaler
- Andries van Eertvelt (1590–1652), flämischer Maler
- Andries de Graeff (1611–1678), Ritter des Heiligen römischen Reichs, Regent und Bürgermeister von Amsterdam
- Andries Cornelis Dirk de Graeff (1872–1957), niederländischer Diplomat und Politiker
- Andries Jonker (* 1962), niederländischer Fußballtrainer
- Andries Kinsbergen (1926–2016), belgischer Politiker und Hochschullehrer
- Andries Hendrik Potgieter (1792–1852), burischer Voortrekker-Anführer
- Andries Pretorius (1798–1853), burischer Politiker und Gründer des Staates Südafrika
- Andries Schoemaker (1660–1735), niederländischer Sammler, Schriftsteller und Numismatiker
- Andries Gerhardus Visser (1878–1929), südafrikanischer Dichter und Arzt
- Andries de Witt (1573–1637), niederländischer Politiker; amtierender Landesadvokat von Holland (1619–1621)
- Andries (Witting) van Wesel, siehe Andreas Vesalius